# Amplasarea reactorilor nucleari față de centre populate
Practicile internaționale de amplasare a reactorilor nucleari față de centrele populate cuprind proceduri și ipoteze de bază ce stau la baza calculului principalilor parametri caracteristici utilizați la amplasarea reactorilor, precizați în documente de referință pe plan internațional, cum ar fi Codul de Reglementari Federale din Statele Unite ale Americii, Titlul 10, Partea 100, 10 CFR Part 100, folosite la calculul distanțelor folosite în amplasarea reactorilor nucleari, conform practicile curente de amplasare a lor.

## Aprobarea unui amplasament pentru un reactor nuclear
Pentru propunerea amplasamentului unui reactor nuclear, solicitantul unei autorizații de construcție a reactorului, fie de putere mare, fie de putere redusă folosit pentru cercetare, conform reglementărilor Atomic Energy Commission din Statele Unite ale Americii, (AEC), potrivit Codului de reglementări din SUA, „Code of Federal Regulations”, Titlul 10 Nuclear Energy, Partea 50, să trimită in sprijinul aplicației sale, un raport privind sumarul hazardelor, ce va include detalii pertinente pentru amplasamentul propus pentru reactor.
Aprobarea sau negarea aprobării este dată de Comisie după analiza si evaluarea proiectului reactorului si a locației propuse, de către Divizia de Autorizare și Reglementări, și Comitetul Consultativ de Safeguards Reactor (ACRS). În evaluarea adecvării unui amplasament, sunt avute în vedere experiența acumulată în operarea reactorilor, caracteristicile tehnice ale respectivului reactor, caracteristicile inerente de stabilitate și securitate ale acestuia, calitatea proiectului, materialelor, construcției, managementului si operarii. Pentru un anumit amplasament evaluarea va cuprinde toate aspectele următoare: dimensiunile, topografia, meteorologia, hidrologia amplasamentului, facilitățile pentru avertizarea și evacuarea oamenilor în cazuri de urgențe, detalii ale planurilor și măsurilor pentru minimizarea consecințelor accidentelor și interferenței cu activitățile din împrejurimile amplasamentului.
Luarea în considerare a acestor aspecte, ca și a altor aspecte referitoare la evaluarea hazardelor, implică numeroase situatii diferite si probleme tehnologice complexe, astfel încât este aproape imposibil să fie anticipate și să se răspundă la toate întrebările ce pot apare. În referința 1. acestui articol este descrisă metoda de calcul a distanței si expunerii publicului pentru o clasa generică de reactori. Pe plan mondial, conform cerințelor inernaționale, proiectanții reactorilor examinează toate aspectele semnificative referitoare la: hazarduri, aspecte de securitate nucleară, ale proiectelor la care participă. În orice situație de amplasare a unui reactor, proiectantul și / sau solicitantul de autorizație au responsabilitatea  justificării tuturor ipotezelor și metodelor de calcul folosite în evaluarea hazardurilor. Ei trebuie să examineze cu atentie, în cazul lor particular, toate fațetele semnificative ale hazardelor și problemelor de securitate. 

## Probablitatea accidentelor nucleare
Probabilitatea și consecințele accidentelor majore ce se pot produce la reactori au fost un subiect de larg interes și au făcut obiectul a numeroase studii, din primele zile ale dezvoltării reactorilor. În prezent, tehnologia a progresat până în punctul în care e posibil să se prezinte valori cantitative pentru toți factorii semnificativi caracteristici pentru securitatea nucleară și să se precizeze cu un grad de certitudine, probabilitatea defectărilor sistemelor tehnice din proiectul centralei, în toate condițiile de operare ce ar putea apare.
Exista o anumită percepție generală exprimată în Raportul Brookhaven „Posibilități teoretice si consecințe ale accidentelor majore din centrale nuclearoelectrice mari”, , și anume aceea că probabilitatea unui accident major într-o centrală nuclearoelectrică construită și exploatată conform practicilor general acceptate în prezent, este semnificativ de redusă. 
Raportul precizează următoarele: „În ceea ce privește probabilitățile accidentelor majore ale reactorilor, unii experți cred că estimările numerice ale unor mărimi atât de mici și incerte, cum sunt probabilitatea de apariție a unui accident major al reactorului, nu au sens. Aceștia evită să exprime numeric percepția lor despre aceasta probabilitate. Alții, deși admit o incertitudine asemănătoare, totuși se aventurează sa exprime opinia lor in termeni numerici. Totuși, chiar dacă sunt exprimate numeric sau nu, nu există nici un dubiu asupra ideii generale că probabilitatea accidentelor majore la reactori este excesiv de mica.”
Aceasta probabilitate redusă de apariție este datorată atât caracteristicilor inerente de securitate ale reactorului, cât si sistemelor de securitate ce au fost proiectate în centrala nuclearoelectrică (CNE), ca parte a unui efort planificat și deliberat de a asigura un grad înalt de securitate. 
Problema adecvării unui amplasament pentru un reactor, totuși, cere a se lua în considerare nu doar factori ce influențează probabilitatea de producere a unui accident, ci și riscul, în termeni ai unei posibile expuneri a populației la consecințele periculoase ale unui astfel de accident. 
Deși probabilitatea unui accident serios poate fi, în primul rând, dependentă de proiectul instalației, riscul în termeni de expunerea populației la radiații, poate depinde în primul rând de locația reactorului, proiectul și locația nu sunt independente. Caracteristicile amplasamentului pot dicta includerea în proiect a unor sisteme tehnice de protecție, iar proiectul propus pentru o instalație, la rândul său, poate avea o influență majoră asupra acceptabilității unui amplasament propus pentru construirea unui reactor. Valorile dozelor de expunere la radiații utilizate ca valori de referință in evaluarea unor amplasamente au fost date in 10 CFR 100 .
Considerentele ce au stat la baza acestor valori de referință si criteriile de amplasare în care sunt incorporate, sunt discutate in . In plus, s-a  analizat un caz ipotetic pentru a ilustra calculul factorilor de distanta ceruți de 10 CRF 100. 

## Criterii pentru amplasamentele reactorilor nucleari
Atomic Energy Commission (AEC) a propus în 10 CFR 100  un număr de criterii și factori folosiți de Comisie în evaluarea amplasamentelor reactorilor, ca și criteriile generale utilizate la acel moment ca ghid în aprobarea sau neaprobarea amplasamentelor propuse. 
Unul din factorii menționați este următorul:
”Densitatea populației si caracteristicile utilizării împrejurimilor amplasamentului incluzând printre altele zona de excludere, zona de populație redusa, si distanta fata de centrele populate”.
Ghidurile din 10 CFR 100.11, de asemenea propun factori specifici luați in considerare in estimarea zonei de excludere, zonei de populație redusa si distantei fata de zonele populate. In acest sens, 10 CFR 100 cere unui solicitant pentru un permis de construcție sa determine următoarele:
(1)	”O zonă de excludere de dimensiuni astfel încât un individ aflat în orice punct de pe frontiera sa timp de 2 h imediat după producerea unei eliberări postulate de produși de fisiune, nu va încasa o doza de radiații totală pe tot corpul în exces de 250 mSv, sau o doză totală de radiație în exces de 300 mSv, pe tiroidă, cauzată de expunerea la Iod. 
(2)	O zona cu populație redusa, având mărimea astfel încât un individ aflat pe frontiera sa exterioara, fiind expus la norul radioactiv rezultând din eliberarea postulata de Produși de Fisiune pe timpul întregii perioade a trecerii norului, nu ar incasa o doza totala de radiații pe întregul corp, in exces de 250 mSv, sau o doza de radiații totala in exces de 300 mSv, pe tiroida, de la expunerea la Iod. 
(3)	Distanța față de centrul populat de minim de 1 1/3  (1.33) ori distanța de la reactor la frontiera externă a zonei cu populație redusă.”
Aplicarea acestui ghid se va face dând atenție corespunzătoare distribuției populației în cadrul centrului populat. Dacă sunt implicate orașe mari, poate fi necesară o distanță mai mare, pe considerente de doza totală integrată a populației. 
În aceste criterii exista câteva aspecte ce necesită comentarii speciale.
NOTA 1: Limitele expunere
Doza pe întregul corp de 250 mSv referită în pasajele de mai sus, din 10 CFR 100, corespunde numeric celei date pentru doza accidentală sau de urgență unică în viață (”once in a lifetime”) pentru personalul expus profesional care, conform recomandărilor ICRP pot fi ignorate în determinarea statusului lor de expunere profesională.
Totuși, nici utilizarea sa în contextul acestei reglementări, nici o valoare pentru o doză corespunzătoare reduse pe un organ intern, cum ar fi valoarea de 300 mSv pe tiroidă, nu sunt menite să implice faptul că aceste valori sunt doze de urgență acceptabile pentru public în condițiile unui accident. 
Valorile de 250 mSv și 300 mSv pe tiroidă au fost propuse în aceste ghiduri ca valori de referință, ce vor fi folosite în continuare la evaluarea amplasamentelor reactorilor, care prin proiectul, construcția și operarea lor au o probabilitate excesiv de scăzută pentru un accident major, și prin alegerea locației și altor protecții împotriva consecințelor periculoase ale unui accident, în cazul producerii acestuia, au o probabilitate scăzută de consecințe dăunătoare pentru public. 
Aceste valori ale expunerilor vor fi luate în considerare împreună cu probabilitatea producerii unui accident sever, și cu luarea în considerare a numărului total de persoane ce ar putea fi expuse.
Ele au fost propuse ca baze rezonabile pentru evaluările amplasamentelor reactorilor în contextul considerentelor de mai sus, ca cele din Secț. V a acestui document. 
NOTA 2: Distanța față de centrele populate
Obiectivul de bază al acestui criteriu este acela de a asigura că doza cumulată de expunere, în urma oricărui accident nuclear, a unui număr mare de oameni, trebuie să fie mai mică în comparație cu ceea ce ar putea fi considerat rezonabil pentru doza totală pentru populație.
În plus, deoarece accidentele cu potențial de pericol mai mare decât cele comun postulate ca fiind limita superioară, sunt considerate foarte improbabile, s-a considerat că este de dorit să se asigure protecția împotriva expunerii excesive a publicului din centrele mari, unde măsurile protective eficace pot să nu fie fezabile.
Nici unul din aceste obiective nu pot fi îndeplinite printr-un singur criteriu. De aceea, distanța față de centrele populate a fost adăugată ca cerință ce trebuie îndeplinită de un amplasament, când s-a constatat că pentru anumite proiecte evaluate, specificațiile lor nu îndeplinesc aproximativ obiectivele dorite, și, este necesar un ghid mai precis pentru practicile curente de amplasare. Într-un efort de a dezvolta îndrumări mai specifice asupra conceptului ansamblu oameni – doză, Comisia intenționează să facă alte studii pe acest subiect. În același timp, recunoașterea problemei că distanța față de centrele populate și față de orașele foarte mari, poate să fie mai mare decât cele sugerate în aceste ghiduri. 